# Connomyia barkeri
Connomyia barkeri là một loài ruồi trong họ Asilidae. Connomyia barkeri được Bromley miêu tả năm 1947. Loài này phân bố ở vùng nhiệt đới châu Phi.